# Bill Moody (comédien)
Pour les articles homonymes, voir Moody.
Ne doit pas être confondu avec Bill Moody.
Bill Moody est un acteur britannique né le 13 juillet 1949 à Londres en Angleterre et mort le 8 juin 2012 dans le Buckinghamshire.

## Filmographie

### Cinéma
- 1980 : Babylon : l'homme au balcon
- 1980 : Racket : Boston
- 1986 : Sans issue : Windbreaker Man
- 1986 : The Pied Piper by Adrian Mitchell : Egbert Saveloy
- 1987 : Sur la route de Nairobi : juré Foreman
- 1994 : Captives : un chirurgien
- 2003 : Love Actually : le père de Natalie
- 2005 : Revolver : Al
- 2009 : Détour mortel 3 : Shérif Carver

### Télévision
- 1983 : The Nation's Health : Roy Tong (1 épisode)
- 1985-2006 : The Bill : Barney Grimmond, Brian Hamilton et autres personnages (12 épisodes)
- 1987 : Inspecteur Morse : un sergent de police (1 épisode)
- 1990 : Bergerac : Laborde (1 épisode)
- 1992 : Les Règles de l'art : Billy Wilson (2 épisodes)
- 1993-2002 : Casualty : Bill Pointer et Norman (2 épisodes)
- 1995 : Faith in the Future : le garagiste (1 épisode)
- 1996 : Hercule Poirot : Giraud (1 épisode)
- 1997 : Inspecteur Frost : le garagiste (1 épisode)
- 1997 : Brass Eye : Bill Laswell, Ia Beezley et le directeur (3 épisodes)
- 2001 : The Infinite Worlds of H. G. Wells : le portier de la salle de concert (6 épisodes)
- 2001-2002 Night and Day : Boyle (7 épisodes)
- 2003 : Les Enquêtes de Foyle : un gardien (1 épisode)
- 2004-2005 : The Brief : Leslie Symons (3 épisodes)
- 2005 : Flics toujours : Milner (1 épisode)
- 2006 : Hotel Babylon : M. Radley (1 épisode)
- 2006 : Ma tribu : Algernon (1 épisode)
- 2007 : Inspecteur Barnaby : Clifford Rawnsley (1 épisode)
- 2007 : Les Arnaqueurs VIP : Landlord (1 épisode)
- 2008 : Holby City : M. Needham
- 2008 : Les Enquêtes de l'inspecteur Wallander : Westin (1 épisode)
- 2009 : Londres, police judiciaire : Harry Thompson (1 épisode)
- 2009 : Ashes to Ashes : Bill (1 épisode)